# روبرت دوغلاس (لاعب كرة قدم أمريكية)
روبرت دوغلاس (بالإنجليزية: Robert Douglas)‏ هو لاعب كرة قدم أمريكية أمريكي، ولد في 25 يوليو 1982 في سانت لويس في الولايات المتحدة.

## وصلات خارجية
- روبرت دوغلاس على موقع مرجع كرة القدم المحترفة.كوم (الإنجليزية)